# 830
El 830 (DCCCXXX) fou un any comú començat en dissabte del calendari julià.

## Esdeveniments
- S'escriu la història amb les 12 batalles que suposadament va dur a terme el rei Artús.
- Comencen els pelegrinatges organitzats a Santiago de Compostel·la.